# Мраморная лягушка
Мраморная лягушка (лат. Nannophrys marmorata) — вид бесхвостых земноводных семейства каскоголовых лягушек.

## Распространение
Эндемик Шри-Ланки (районы Гаммадува и Лаггала на горном хребте Наклс в Центральной провинции).

## Описание
Это маленькие лягушки, размером до 25 мм, с широкой, короткой головой и округлой мордой. Барабанные перепонки примерно в два раза меньше глаз. Тело крепкое, ноги достаточно короткие. Спина коричневого или мраморного цвета с более темными полосками, а брюшная поверхность бледно-серая. На верхней губе небольшие белые пятна.

## Образ жизни
Обитают на высотах от 200 до 1200 метров над уровнем моря. Это полуводный вид,  встречающийся в быстротекущих горных ручьях в лесных районах под камнями и в скальных трещинах.

## Размножение
Головастики встречаются на влажных поверхностях горных пород.

## Охранный статус
Вид находится под угрозой исчезновения. Основными угрозами являются утрата местообитаний из-за выпаса скота и туризма, а также загрязнения воды пестецидами на чайных и кардамоновых плантациях. Ареал обитания составляет всего 100 км².